# 達納韋格 (密蘇里州)
達納韋格（英語：Duenweg）是位於美國密蘇里州賈斯珀縣的城市。

## 人口
根據2020年美國人口普查的數據，達納韋格的面積為7.96平方千米，當中陸地面積為7.89平方千米，而水域面積為0.07平方千米。當地共有人口1495人，而人口密度為每平方千米188人。